# Nosymna stipella
Nosymna stipella is een vlinder uit de familie van de stippelmotten (Yponomeutidae). De wetenschappelijke naam van de soort werd in 1903 gepubliceerd door Pieter Snellen.